# Sarahsaurus
Sarahsaurus là một chi khủng long, được Rowe Sues & Reisz mô tả khoa học năm 2010.